# Supercopa romanesa de futbol
La Supercopa romanesa de futbol (en romanès Supercupa României) és una competició futbolística que es disputa anualment a Romania i que enfronta als campions de la lliga i la copa del país, a l'inici de la temporada següent.
Normalment es disputa a l'estadi Lia Manoliu deBucarest, excepte els anys en què l'estadi estava renovant-se, i en què es disputà en un altres estadi de Bucarest. El partit no es disputa els anys en què el campió de lliga i de copa és el mateix equip.
La competició s'inicià l'any 1994. L'any 2005, la FRF i Samsung Electronics signaren un acord de patrocini i la competició passà a anomenar-se Supercupa României Samsung per les edicions de 2005 i 2006.
El 2006, la FRF i Ursus Breweries signaren un acord de patrocini per tres anys i la competició passà a anomenar-se Supercupa României Timişoreana, per la marca de cerveses Timişoreana.

## Historial
| Temporada       | Campió de lliga                   | Marcador                          | Campió de copa                    | Seu                               |
| --------------- | --------------------------------- | --------------------------------- | --------------------------------- | --------------------------------- |
| 2007/08         | CFR Cluj guanyà el doblet         | CFR Cluj guanyà el doblet         | CFR Cluj guanyà el doblet         | CFR Cluj guanyà el doblet         |
| 2006/07 Detalls | Dinamo Bucureşti                  | 1 - 1 6 - 7 (p)                   | Rapid Bucureşti                   | Lia Manoliu, Bucarest             |
| 2005/06 Detalls | Steaua Bucureşti                  | 1 - 0                             | Rapid Bucureşti                   | Lia Manoliu, Bucarest             |
| 2004/05 Detalls | Steaua Bucureşti                  | 2 - 3                             | Dinamo Bucureşti                  | Cotroceni, Bucarest               |
| 2003/04         | Dinamo Bucureşti guanyà el doblet | Dinamo Bucureşti guanyà el doblet | Dinamo Bucureşti guanyà el doblet | Dinamo Bucureşti guanyà el doblet |
| 2002/03 Detalls | Rapid Bucureşti                   | 0 - 0 / 1 - 0                     | Dinamo Bucureşti                  | Lia Manoliu, Bucarest             |
| 2001/02 Detalls | Dinamo Bucureşti                  | 1 - 2                             | Rapid Bucureşti                   | Lia Manoliu, Bucarest             |
| 2000/01 Detalls | Steaua Bucureşti                  | 2 - 1                             | Dinamo Bucureşti                  | Lia Manoliu, Bucarest             |
| 1999/00         | Dinamo Bucureşti guanyà el doblet | Dinamo Bucureşti guanyà el doblet | Dinamo Bucureşti guanyà el doblet | Dinamo Bucureşti guanyà el doblet |
| 1998/99 Detalls | Rapid Bucureşti                   | 5 - 0                             | Steaua Bucureşti                  | Lia Manoliu, Bucarest             |
| 1997/98 Detalls | Steaua Bucureşti                  | 4 - 0                             | Rapid Bucureşti                   | Lia Manoliu, Bucarest             |
| 1996/97         | Steaua Bucureşti guanyà el doblet | Steaua Bucureşti guanyà el doblet | Steaua Bucureşti guanyà el doblet | Steaua Bucureşti guanyà el doblet |
| 1995/96         | Steaua Bucureşti guanyà el doblet | Steaua Bucureşti guanyà el doblet | Steaua Bucureşti guanyà el doblet | Steaua Bucureşti guanyà el doblet |
| 1994/95 Detalls | Steaua Bucureşti                  | 2 - 0                             | Petrolul Ploieşti                 | Regie, Bucarest                   |
| 1993/94 Detalls | Steaua Bucureşti                  | 0 - 0 / 1 - 0                     | Gloria Bistriţa                   | Naţional, Bucarest                |